# Challenger de Kenitra 2013
El torneo Morocco Tennis Tour – Kenitra 2013 fue un torneo de tenis profesional que se jugó en pistas de tierra batida. Se trató de la 1ª edición del torneo que forma parte del ATP Challenger Tour 2013. Tuvo lugar en Kenitra, Marruecos entre el 16 de septiembre y el 22 de septiembre de 2013.

## Jugadores participantes del cuadro de individuales

### Cabezas de serie
| Favorito | País                 | Jugador             | Ranking1 | Posición en el torneo |
| -------- | -------------------- | ------------------- | -------- | --------------------- |
| 1        | Bandera de Rusia     | Teimuraz Gabashvili | 126      | Final, retiro         |
| 2        | Bandera de Austria   | Dominic Thiem       | 166      | CAMPEÓN               |
| 3        | Bandera de Italia    | Thomas Fabbiano     | 167      | Primera ronda         |
| 4        | Bandera de Francia   | David Guez          | 170      | Segunda ronda         |
| 5        | Bandera de Francia   | Lucas Pouille       | 205      | Baja                  |
| 6        | Bandera de Alemania  | Cedrik-Marcel Stebe | 206      | Cuartos de final      |
| 7        | Bandera de Eslovenia | Blaž Rola           | 208      | Semifinales           |
| 8        | Bandera de Austria   | Gerald Melzer       | 211      | Cuartos de final      |

- 1 Se ha tomado en cuenta el ranking del 9 de septiembre de 2013.

### Otros participantes
Los siguientes jugadores recibieron una invitación (wild card), por lo tanto ingresan directamente al cuadro principal (WC):
- Yassine Idmbarek
- Mehdi Jdi
- Hicham Khaddari
- Younes Rachidi

Los siguientes jugadores ingresan al cuadro principal tras disputar el cuadro clasificatorio (Q):
- Kimmer Coppejans
- Roberto Marcora
- Aleksandr Rumiantsev
- Alexander Ward

Los siguientes jugadores ingresan al cuadro principal con ranking protegido (PR):
- Laurent Rochette

Los siguientes jugadores ingresan al cuadro principal como perdedores afortunados (LL):
- Alexis Musialek

## Campeones

### Individual masculino
- Dominic Thiem derrotó en la final a  Teimuraz Gabashvili por 7–64, 5–1 retiro.

### Dobles Masculino
- Gerard Granollers /  Jordi Samper derrotaron en la final a  Taro Daniel /  Alexander Rumyantsev 6–4, 6–4